# Testa del Leone
Der Testa del Leone (italienisch; auf Französisch: Tête du Lion, beides bedeutet ‚Löwenkopf‘) ist ein 3715 m ü. M. hoher Berg im Grenzkamm zwischen der Schweiz und Italien zwischen Matterhorn (4478 m ü. M.) und Dent d’Hérens (4171 m ü. M.). Der Kamm ist hier Teil des Alpenhauptkamms und bildet die Wasserscheide zwischen Rhone und Po.

## Lage und Umgebung
Der Testa del Leone befindet sich 1¼ Kilometer südwestlich des Matterhorns und ist von diesem durch das Colle del Leone (3580 m ü. M.) getrennt. Am Colle del Leone beginnt der Südwestgrat des Matterhorns, der auch als Liongrat bezeichnet wird. Der Verlauf des Grenzkamms wendet sich am Testa del Leone nach Westen, drei Kilometer westlich erhebt sich in diesem Grat die Dent d’Hérens, die vom Testa del Leone durch das Colle Tournanche (3473 m ü. M.) getrennt ist.
Auf der Südseite des Testa del Leone befinden sich zwei kleinere Gletscher, und zwar südwestlich der Ghiacciaio del Leone, südöstlich der Ghiacciaio Superiore del Cervino. Nördlich reicht der Tiefmattengletscher, ein Quellgletscher des Zmuttgletschers, bis nahe an den Testa del Leone heran.

## Besteigung
Ausgangspunkt einer Besteigung ist zumeist das Rifugio degli Abruzzi auf der Südseite des Berges. Häufig wird der Testa del Leone bei einer Besteigung des Matterhorns von der italienischen Seite überschritten, um zum Rifugio Carrel zu gelangen. Die erste bekannte Besteigung erfolgte im Jahr 1857 ausgehend von Breuil-Cervinia im Valtournanche.